# Lene Espersen
Lene Feltmann Espersen (født 26. september 1965 i Hirtshals) er tidligere dansk folketingspolitiker og minister. Hun blev medlem af Folketinget den 21. september 1994 for Det Konservative Folkeparti og udtrådte 4. november 2014 for at begynde som administrerende direktør for brancheorganisationen Danske Arkitektvirksomheder. I 1999 blev hun partiets politiske ordfører, og året efter blev hun også EU-ordfører. Hun tiltrådte den 27. november 2001 som justitsminister – en post hun bestred i syv år. Som justitsminister stod hun i spidsen for en strammere retspolitisk lovgivning, især ved vold og voldtægt, ligesom hun har stået i spidsen for den såkaldte terrorpakke og rockerloven. I 2006 fik hun vedtaget den stærkt omdiskuterede politireform med virkning fra 2007.
I september 2008 afløste Espersen Bendt Bendtsen som formand for Det Konservative Folkeparti og blev også udnævnt til økonomi- og erhvervsminister. I forbindelse med en større ministerrokade i februar 2010 blev hun udenrigsminister, en ministerpost, som hun overtog fra Per Stig Møller.
Efter en langvarig periode med stedse dårligere meningsmålinger samt interne kriser i partiet, annoncerede hun sin afgang som partiformand den 13. januar 2011, efter det konservative bagland havde krævet hendes afgang. Hun fortsatte dog som udenrigsminister frem til regeringens afgang i oktober 2011. Hun har siden 2012 fungeret som udenrigsordfører og som medlem af Det Udenrigspolitiske Nævn. Den 10. november 2014 stoppede hun i Folketinget til fordel for et job som adm. direktør for Danske Arkitektvirksomheder. Hun har også siden 1. juli 2016 været bestyrelsesformand for Aalborg Universitet.

## Baggrund
Lene Espersen er født i Hirtshals som datter af skibsreder Ole Peter Espersen og bogholder Inger Tanggaard Espersen. Hun er søster til skuespilleren Anne Sofie Espersen.
Lene Espersen gik på Hirtshals Kommuneskole 1972-1981, på Hjørring Gymnasium 1981-1982 og på Lester B. Pearsons United World College i Canada, 1982-1984, hvor hun opnåede et internationalt baccalaureate. Hun studerede til cand.oecon. på Aarhus Universitet i perioden 1984-1990.
Hun var ansat som markedsanalytiker hos Århus Stiftsbogtrykkeri 1991-1992. Hun skiftede til et job som systemkonstruktør hos Bankernes EDB Central i Roskilde 1992-1994. Efter valget til Folketinget har hun fungeret som selvstændig konsulent, indtil ministerkarrieren udelukkede civilt arbejde.
Lene Espersen blev gift med Danny Feltmann Espersen den 12. juni 1999 i Holmens Kirke.
Tilstede var pressen og en række kendte politikere.
Espersen lærte Feltmann at kende under studierne på Aarhus Universitet.
Da de flyttede sammen var han logistikchef i Hennes & Mauritz.
Hun er mor til to børn.

## Politisk karriere
Hendes politiske karriere indledtes som studenterrepræsentant ved økonomisk institutråd i Århus, 1985-89. Hun blev næstformand for Danmarks Konservative Studerende 1986-88. I 1994 var hun kandidat til Europa-Parlamentet.
Lene Espersen blev opstillet som folketingskandidat i 1993 i Ringkøbingkredsen og fra 1994 i Sæbykredsen: Her blev hun valgt ind i Folketinget ved valget i 1994.
Hun blev valgt ind samtidig med to andre konservative unge kvinder, Henriette Kjær og Gitte Seeberg, — en trio der blev omtalt som Kylle, Pylle og Rylle.
Den politiske redaktør Ask Rostrup karakteriserede dem senere som "unge, smukke og blonde" og "up-coming stjerner, unge kvinder, fremadstormende, ambitiøse og dygtige politikere".
De tre kvinder var en del af en strategi i Det Konservative Folkeparti om at få flere unge og kvinder ind i Folketinget, og Lene Espersen blev båret frem af trioen De tre Tenorer: Peter Sterup, Erik Skov Pedersen og Hans Engell.
De tre kvinder deltes om en ansættelse af kredsformanden i Århus, Poul Bavnsgaard, som fungerede som fælles sekretær, medierådgiver og politisk sparingspartner.
Desuden boede Henriette Kjær i starten i Espersens lejlighed på Østerbro.
I denne tid var Lene Espersen blandt andet landbrugsordfører.
Hun blev sit partis politiske ordfører den 5. august 1999 og beholdt denne post frem til 27. november 2001.

### Justitsminister
Den 27. november 2001 blev hun udpeget som justitsminister – en post hun bestred i regeringerne Anders Fogh Rasmussen I, II og III. Som justitsminister fremsatte hun den såkaldte Rockerlov, der blev vedtaget den 4. juni 2003 og som medførte at forsvarsadvokater fik begrænset aktindsigt. Rockerloven tillader civile agenter, hemmelig retspleje og overvågning. Samtidig blev det tilladt, at politiet må kigge i private breve, som sendes via e-mail samt at følge privat trafik på internettet.
Som justitsminister var Lene Espersen med til at indføre Politireformen den 1. januar 2007.
En reform, der blev udsat fra kritik fra flere sider.
Ved Folketingsvalget 2007 nød Espersen stor tilslutning fra Hjørringkredsen.
Hun modtog 5372 personlige stemmer ud af i alt 6832 stemmer på Det Konservative Folkeparti, det vil sige over 78%.
Hun blev folketingskandidanten i Hjørringkredsen med flest personlige stemmer.
Som justitsminister var Espersen involveret i arbejdet omkring digital tinglysning fra 2003,
og hun fremsatte den tilhørende lov i 2006,
Det digitale system var det første af sin art i verden. It-firmaet CSC skulle have leveret systemet i april 2008, men blev forsinket, og fyrede ansatte i Tinglysningen måtte genansættes.
Da systemet blev lanceret den 8. september 2009 havde Lene Espersen overladt posten til Brian Mikkelsen.
Tinglysningssystemet viste sig at have alvorlige flaskehalse og var lanceret på trods af alvorlige advarsler fra den samlede finanssektor til økonomi- og erhvervsminister Lene Espersen.
I september 2006, fik Lene Espersen sin parlamentariske immunitet ophævet, således at anklagemyndigheden kunne indbringe en sag om frakendelse af føreretten for en domstol, idet Lene Espersen d. 29. september påkørte en knallert ved krydset Englandsvej/Tømmerupvej.
Hans Engells trafikuheld havde tidligere skabt medieomtale og splid i Det Konservative Folkeparti.
Espersens trafikuheld skabte også en del medieomtale i dagene umiddelbart efter ulykken.
Justitsministeriets pressemeddelelse om Espersens tiltale blev udsendt den 26. oktober 2006, 3 dage efter at Justitsministeriet fik viden om den.
Nyheden druknede i to andre nyheder: Den 26. faldt der dom i injuriesagen om Jyllands-Postens Muhammed-tegninger og hoffet meddelte at Kronprinsesse Mary var gravid.
Espersens spindoktor Morten Langager forsvarede den 3-dages forsinkelse med at statsministeren og Folketingets formand skulle informeres.
Som justitsminister fremsatte Espersen i foråret 2008 den såkaldte knivlov, — en omstridt stramning af våbenloven.

### Partileder og Økonomi- og erhvervsminister
Den 10. september 2008 overtog Espersen Bendt Bendtsens pladser som partiformand og som økonomi- og erhvervsminister. Samtidig blev hun placeret som nummer to i statsrådsrækkefølgen. Det kaldes i pressen vicestatsminister. Ifølge Bendtsen havde han selv peget på Lene Espersen som efterfølger og gav som begrundelse for valget: "Det er naturligt at vælge Lene. Hun er en rasende dygtig kommunikator, og vi enige om den politiske linje".
Espersens overtagelse af økonomi- og erhvervsministerposten kom til at falde sammen med en af de vigtige begivenheder i finanskrisen 2007-2010, da Lehman Brothers få dage senere stod for den største konkurs i USA's historie.
Allerede en måned senere stod Espersen bag Lov om finansiel stabilitet som Folketinget vedtog den 10. oktober 2008, den såkaldte Bankpakke 1.
Få måneder senere stod hun bag en ny bankpakke, Lov om statsligt kapitalindskud i kreditinstitutter, også kaldet Bankpakke 2. Denne lov blev bredt vedtaget af Folketingets partier den 3. februar 2009.
Som økonomi- og erhvervsminister var Lene Espersen med til at afskaffe lukkeloven.
Da Lars Løkke Rasmussen overtog statsministerposten den 5. april 2009, fortsatte Lene Espersen som økonomi- og erhvervsminister.
Ved et møde i Aalborg den 20. marts 2009 modtager Lene Espersen information fra sundhedsminister Jakob Axel Nielsen om, at der kan spares penge ved at nedsætte det offentliges betalinger til privathospitaler. Næste dag går Lene Espersen til pressen med denne information. I Folketinget den 13. maj 2009 siger Lene Espersen, at udtalelsen bygger på "et grundigt arbejde, som er lavet af den konservative folketingsgruppe".
Senere bliver det klart for Folketinget, at informationen stammer fra arbejde i Sundhedsministeriet og ikke den konservative folketingsgruppe, og mere end et år efter Lene Espersens udtalelse i Folketinget udtrykker Finansudvalgets formand, Kristian Thulesen Dahl, "markant kritik" af Lene Espersen.
I forbindelse med denne sygehussag blev Lene Espersens spindoktor Morten Langager beskyldt for at have bedt en embedsmand i Erhvervs- og Økonomiministeriet om at slette email. Langager afviste beskyldningerne og ingen email blev i øvrigt slettet.

### Udenrigsminister
Ved regeringsomdannelsen i februar 2010 overtog Lene Espersen udenrigsministerposten som hun beholdt til regeringsskiftet den 3. oktober 2011. Hun blev dermed Danmarks første og hidtil eneste kvindelige udenrigsminister.
I 2010 kom udenrigsminister Lene Espersens rejseaktivitet til voldsom debat.
I foråret meldte hun afbud til et møde om Arktis for at tage på familieferie på Mallorca.
Flere kommentatorer angreb hende for prioriteringen, blandt andre Niels Krause-Kjær og tidligere udenrigsminister Uffe Ellemann-Jensen, og efter 59 dage undskyldte hun udeblivelsen fra mødet.
Efter et mislykket forsøg på at deltage i et møde i Kabul nåede historien også udenlandske medier. Den tyske avis Financial Times Deutschland beskrev hende som "den mest klodsede udenrigsminister i EU", og den britiske avis The Telegraph beskrev hende som "verdens værste udenrigsminister".
Den britiske avis baserede sig dog på en fejlagtig oversættelse fra den tyske avis.
Postyret førte til et markant fald i Lene Espersens popularitet.
I hendes nordjyske valgkreds viste meningsmålinger i juni 2010 en halvering af Det Konservative folkepartis tilslutning fra 13,4% ved valget til 6%.
Vælgernes tillid til Lene Espersen faldt fra 61% i marts til 27% i juli.
I forløbet fik hun dog også støtte, da Sveriges udenrigsminister, Carl Bildt og Finlands udenrigsminister, Alexander Stubb omtalte hende i rosende vendinger.
Anonyme kilder i Udenrigsministeriet udtalte, at hun har en moderne stil, der er befriende i forhold til hendes forgænger, Per Stig Møller".
Blandt Espersens sidste arbejder som udenrigsminister var en strategi for Arktis 2011 til 2020 i samarbejde med Færøernes Lagmand Kaj Leo Holm Johannesen og formanden for Naalakkersuisut, Kuupik Kleist.
Strategien, der blev præsenteret for offentligheden i august 2011, var udarbejdet på baggrund af forventede klimaændringer og mulig udnyttelse af olie-, gas- og mineral-ressourcer.

### Afgang som partileder
Presset på Lene Espersen fortsatte i december 2010 hvor flere dagblade diskuterede spørgsmålet om en nye partileder for det Konservative Folkeparti.
Den 12.-13. januar 2011, hvor hun var på tjenesterejse i Qatar, krævede en række konservative tillidsfolk hendes afgang. Da hun ved hjemkomsten ikke kunne opnå folketingsgruppens støtte, valgte hun den 13. januar kl. 19 at meddele sin afgang som partileder.[kilde mangler]
Hun fortsatte som udenrigsminister, selv om hun gik af som partileder. Lars Barfoed overtog hendes post.
Blandt hendes arbejder som formand fremhævede hun skattesænkning, halveringen af dagpengeperioden og at afskaffelse af efterlønnen var sat til diskussion.
Ved Folketingsvalget 2011 gik Lene Espersen betydeligt tilbage.
Hun mistede omkring 17.000 stemmer.
Med 10.561 personlige stemmer var hun dog stadig topscorer i Det Konservative Folkeparti foran partileder Lars Barfoed med 8.255 stemmer og tidligere leder Per Stig Møller med 7.093 stemmer.
Med virkning fra årsskiftet fik Espersen i efteråret 2012 overdraget to centrale poster som Per Stig Møller tidligere havde holdt. Det var posterne som udenrigsordfører og som medlem af Udenrigspolitisk Nævn.
I august 2014 fik De Konservative ny formand med Søren Pape Poulsen,
og Espersen var anset til at blive den nye formands højre hånd,
men den 4. november 2014 meddelte Espersen at hun forlod dansk politik for at blive administrerende direktør for brancheorganisationen Danske Arkitektvirksomheder fra den 1. december 2014.
Hun blev headhuntet og betegnede selv den nye tilbudte stilling som et drømmejob.
Hendes plads i Folketinget blev overtaget af Daniel Rugholm, viceborgmester i Hjørring Kommune, mens Mai Mercado blev partiets nye politiske ordfører.
Det blev karakteriseret som noget af et tab for De Konservative, at Espersen som profil forlod partiet der da ikke havde fremgang i meningsmålingerne. Tidligere havde hendes partikollegaer Tom Behnke og Per Stig Møller også bebudet at de stoppede i dansk politik.

## Priser og andet
Hun er medlem af VL-gruppe 68.
Lene Espersen blev i 1996 kåret som The Outstanding Young Person (TOYP) af JCI Danmark, den 18. februar 2003 blev hun kåret som ”Årets Kvindelige Leder” af Ledernes Hovedorganisation, i 2004 modtog hun Ting-Prisen og i 2009 modtog hun prisene ”Årets Nordjyske Erhvervskvindepris” og Alle Tiders Kvinder. I 1998 blev hun optaget i De Berejstes Klub som medlem nr. 111. 

## Udgivelser
Lene Espersen skrev i 2005 børnebogen Stygge krumpens skat udgivet på Kroghs Forlag og medvirkede sammen med Villy Søvndal i Lars Vestergaards samtalebog Der er et yndigt land - Danmark rundt med Lene og Villy udgivet af Lindhardt og Ringhof i 2008.
Esben Agerlin Olsen og Kim Kristensen udgav i 2009 bogen Bare kald mig Lene på forlaget Documentas.